# Mars Science Laboratory
Mars Science Laboratory, prescurtat MSL, este o sondă spațială a agenției spațiale americane NASA lansată spre planeta Marte. Sarcina principală a misiunii MSL este de a cerceta dacă pe Marte poate exista sau chiar a existat viață. Componenta cheie a sondei MSL este vehiculul de teren (rover) „Curiosity” (în engleză: „Curiozitate”), care după amartizare urmează să se deplaseze autonom și să execute toate experimentele și cercetările științifice prevăzute. Curiosity are mărimea unui mic autoturism și cântărește 900 kg, devenind astfel cel mai greu obiect creat de mâna omului și lansat pe Marte vreodată (vehiculele sondelor Viking cântăreau sub 600 kg).
Tehnica folosită valorifică experiența câștigată cu vehiculele de pe Marte folosite în misiuni anterioare: două vehicule din cadrul misiunii Mars Exploration Rover (MER) precum și vehiculul Sojourner al misiunii Mars Pathfinder. Desigur însă că posibilitățile lui Curiosity le depășesc pe cele anterioare în toate domeniile. În Curiosity au fost înglobate diverse inovații, îndeosebi pentru asigurarea unei amartizări exacte și line și pentru alimentarea cu energie printr-o baterie cu radionuclizi stabili (în loc de celule solare dependente de lumina zilei de pe Marte).
MSL a fost lansat la 26 noiembrie 2011 la bordul unei rachete de tip Atlas V(541) de la cosmodromul Cape Canaveral Air Force Station din Florida, SUA. Zborul spre Marte a durat circa 9 luni și amartizarea a avut loc la 6 august 2012.